# Pachyella violaceonigra
Pachyella violaceonigra är en svampart som först beskrevs av Rehm, och fick sitt nu gällande namn av Pfister 1974. Pachyella violaceonigra ingår i släktet Pachyella och familjen Pezizaceae.  Arten är reproducerande i Sverige. Inga underarter finns listade i Catalogue of Life.